# 카를로스 아르무아
카를로스 아르무아(스페인어: Carlos Armua, 1949년 11월 22일 ~ )는 아르헨티나의 축구인이며, 2008년 스위스 프로리그 FC 시옹에서부터 울리 슈틸리케 감독과 함께 호흡을 맞춰왔었다.

## 참고 자료
- [人사이드] 슈틸리케의 남자, 아르무아는 누구인가